# Доплатная марка
Допла́тная марка (или по́рто-ма́рка) — почтовая марка, применяемая для взыскания почтового сбора с получателя: а) в случае отправки почтового отправления с недостаточной оплатой или с неоплатой почтовых сборов, б) за почтовые отправления, доставку которых должен оплачивать именно получатель (к примеру, доплатные марки денежных поручений). Доплатные марки отличает то, что они не продавались населению, а наклеивались почтовыми служащими на корреспонденцию, оплаченную отправителем ниже действующего тарифа, при этом сумма доплаты взыскивалась с адресата при вручении корреспонденции. В СССР доплатные марки выпускались до 1925 года.

## Описание
С помощью доплатных марок указывается, сколько получатель должен доплатить в случае корреспонденции, не оплаченной или не полностью оплаченной отправителем.
Поскольку доплатные марки почти всегда используются в пределах одной страны, их рисунок обычно довольно прост и в основном представляет собой число большого размера и надпись «Доплата», англ. «Postage due» («Почтовая доплата»), «Porto» и т. п. Очень часто название страны не указывается. Как и в случае с марками стандартного выпуска, нужны самые разные номиналы для восполнения конкретных сумм.
Хотя с технической точки зрения для попадания негашёных доплатных марок в частные руки нет оснований, почтовые ведомства всегда были готовы продать их филателистам, поэтому доплатные марки многих стран имеются в больших количествах, почти все негашёные и недорогие. Гораздо реже встречаются гашёные доплатные марки на конверте.

## Виды доплатных марок
Почтовые администрации некоторых стран эмитировали разные виды доплатных марок:
- обычные доплатные марки,
- посылочные доплатные марки,
- доплатные марки денежных поручений,
- доплатные марки сельской почты,
- дополнительные доплатные марки (военно-налоговые, морские➤),
- доставочные доплатные марки.

### Посылочные доплатные марки
К посылочным доплатным маркам относятся почтовые марки, которые официально служат для взыскания дополнительной платы за пересылку почтовых посылок. Марки такого типа эмитировались в США (в 1912 году), а также в Бельгии с 1954 года. Текст на доплатных посылочных марках США 1912 года: англ. «U.S. Parcel Post - Postage due» («Посылочная почта США — Доплата»). В случае неоплаты почтового сбора с посылки обычно он взыскивается с получателя наличными или с помощью доплатных марок.

### Доплатные марки сельской почты
Доплатные марки сельской почты предназначены для оплаты доставки корреспонденции в сельский район, который обслуживает почтовое отделение, и для взыскания доплаты. Такие почтовые марки были выпущены, к примеру, в 1862 году в Бадене.

### Дополнительные доплатные марки
Дополнительные (добавочные) доплатные марки предназначены для взыскания принудительного сбора в случае, если отправитель в нарушение правил не наклеил марку (марки) принудительного сбора на отсылаемое почтовое отправление для подтверждения уплаты соответствующего сбора. Преимущественно сумма таких дополнительно наклеиваемых марок вдвое превышает сумму неоплаченного принудительного сбора.

#### Военно-налоговые
Особым видом дополнительной доплатной марки, предназначавшейся для почтовых отправлений, являются военно-налоговые доплатные марки, которые не были оплачены отправителем военно-налоговой маркой. При этом оплата недостающего сбора производилась адресатом в двойном размере.

#### Морские
В Мексике в период с 1875 по 1882 год в почтовом обращении были морские доплатные марки — почтовые марки дополнительного сбора за пересылку почтовых отправлений за границу, перевозимых судами французских и английских судоходных линий. Этот дополнительный почтовый сбор взимался Мексикой в течение нескольких лет, начиная с 1875 года, в связи с отражением французского вторжения 1861—1867 годов. На марках была сделана надпись на испанском: «Porte de Mar» («Морской сбор»).

### Доставочные доплатные марки
Доставочными доплатными марками называется особый вид доплатных марок, предназначенных для оплаты дополнительного почтового сбора за доставку отправления адресату в случае её неоплаты отправителем.

### Доплатные марки полевой почты
Доплатными марками полевой почты называется вид марок полевой почты, служащих для взыскания с получателя суммы почтового сбора за неоплаченные или недостаточно оплаченные почтовые отправления в районах временного функционирования полевой почты. Такие марки для простой корреспонденции почти не используются, хотя теоретически такая возможность есть.
Граллерт и Грушке отнесли к доплатным маркам полевой почты марки, выпускавшиеся в 1918 году Австро-Венгрией, полевая почта которой в оккупированных районах также служила военной почтой, в больших объёмах доставлявшей также гражданские почтовые отправления, для которых предназначались эти марки.

### Доплатные марки военной почты
К доплатным маркам военной почты относятся почтовые марки, эмитированные военной почтой Австро-Венгрии для Боснии и Герцеговины в 1904—1916 годах и для оккупированных районов Италии в 1918 году. Эти марки были в обращении во всех почтовых отделениях.

## История
Проблема, заключавшаяся в том, что делать с письмами, пересылка которых не была полностью правильно оплачена, существовала с момента появления регулярной почты. Эта проблема ещё более усугубилась после начала применения для франкирования писем почтовых марок, или франко-марок, поскольку теперь отправители сами принимали решение о правильной сумме оплаты почтового тарифа, не пользуясь помощью сведущих почтовых служащих.
В разное время в некоторых странах было принято просто возвращать письмо отправителю, однако многие другие страны применили иной подход: доставить письмо и взыскать плату с получателя. Вначале почтовый служащий просто писал на конверте что-то вроде «Доплатить 3 цента» («Due 3 cents»), но это приводило к злоупотреблениям со стороны доставщиков почты, которые могли сделать такую надпись от себя и присвоить разницу себе.
Эта проблема была решена во Франции в 1859 году, когда впервые ввели в употребление официальные доплатные марки, или порто-марки, наклеиваемые в почтовом отделении перед доставкой письма получателю. Этому примеру последовали многие другие государства. Так, в Баварии первые доплатные марки появились в 1862 году, в Италии в 1863 году, в Нидерландах и Бельгии в 1870 году, в США в 1879 году. В редких случаях для доплаты использовались обычные почтовые марки.
Поначалу порто-марки выполняли весьма специфическую функцию: они использовались, если стоимость пересылки было трудно заранее определить, особенно при направлении писем за границу. Только с учреждением в 1874 году Всемирного почтового союза были установлены единообразные почтовые тарифы.
Среди многочисленных примеров доплатных марок можно назвать более 50 знаков почтовой оплаты с надпечаткой «Postage due» на почтовых марках Борнео, марки Австрии 1916 года с надпечаткой «Porto» и др.
Доплатные марки (или «виньетки», поскольку они не имели номинала) не всегда наклеивались на отдельные письма. В случае деловой корреспонденции общая сумма доплаты суммировалась и соответствующие марки наклеивались на самое верхнее письмо в пачке либо на обвёртку пачки. Виньетки также применялись для взыскания денег в других целях, к примеру, при подписке на журналы.
В наши дни вместо доплатных марок употребляются служебные штемпели с надписью «Почтовый сбор оплачивает получатель» (доплатные штемпели).

### Доплатные марки СССР
Первые советские доплатные марки девяти номиналов были выпущены 1 января 1924 года. На первых марках РСФСР с изображением руки с мечом, разрубающим цепь, сделали карминную (кирпично-красную) и оранжево-краснуюнадпечатку текста «Доплата» и нового номинала. Эти марки использовались только на Московском и Петроградском (Ленинградском) почтамтах до 30 апреля 1925 года.
В августе 1924 года на Моспочтамте был полностью израсходован тираж первых доплатных марок и было принято решение сделать надпечатку на марках первого стандартного выпуска РСФСР номиналом в 100 рублей. Фиолетовые надпечатки текста «ДОПЛАТА / 1 коп.» были выполнены в отделе обработки корреспонденции ручным каучуковым штемпелем. Все доплатные марки с надпечатками были изъяты из обращения 30 апреля 1925 года.
В мае — октябре 1925 года были изданы две серии доплатных марок разных номиналов, которые использовались до 1 февраля 1926 года. Эти марки были отпечатаны литографским и типографским способами на бумаге без водяного знака, а последние и с водяным знаком. Литографский выпуск существует с двумя различными зубцовками.
С 1 февраля 1926 года и до 15 мая 1927 года доплатные марки СССР всех номиналов использовались без каких-либо надпечаток в качестве почтовых. В июне 1927 года на доплатных марках 1925 года была сделана чёрная типографская надпечатка текста «ПОЧТОВАЯ МАРКА» и нового номинала. Марки поступили в обычное почтовое обращение.
- Первая доплатная марка СССР (1924, 8 копеек)
- Доплатная марка СССР
(1925, 1 копейка)
- Надпечатка на доплатной марке СССР 1925 года (1927, 8 копеек)

В дальнейшем вместо доплатных марок стали применять доплатные штемпели с надписью «Доплатить» или «Доплата».